# Břeclav (zámek)
Zámek v Břeclavi je renesanční zámecká stavba vybudovaná na základech staršího hradu, jež byla přestavěna v 19. století Lichtenštejny v romantickém stylu. Je chráněn jako kulturní památka České republiky. Budova je v současné době (2021) z důvodu dlouhodobé neúdržby v havarijním stavu a probíhají přípravy na jeho postupnou rekonstrukci, která započala roku 2020 opravou jižní věže. Přístupná je v turistické sezóně pouze hlavní vyhlídková věž a sklepy, které jsou součástí vinárny.

## Historie

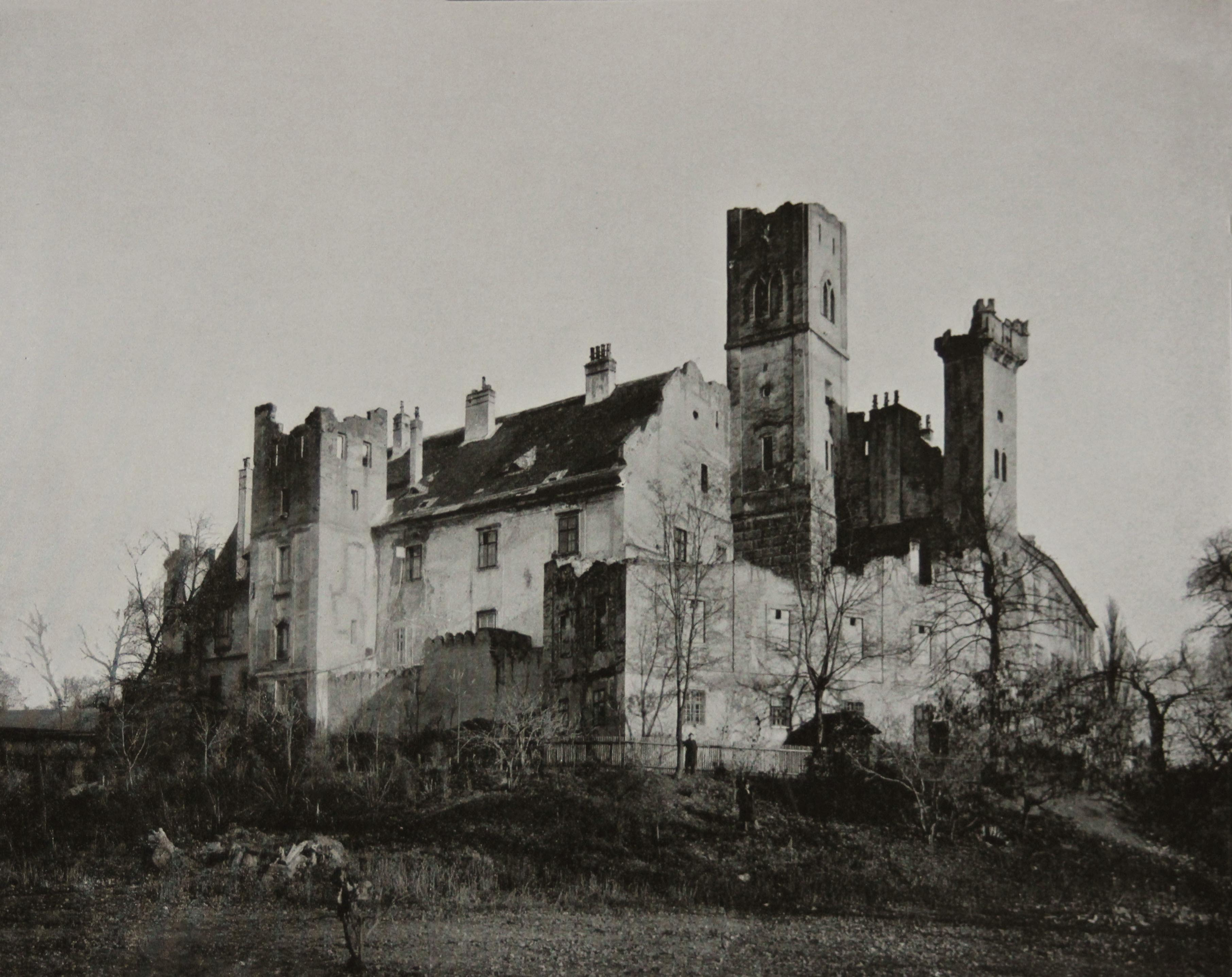
Zámek Břeclav (J. Ehrlich, před r. 1898)

Původně na místě zámku stál hraniční hrad vybudovaný knížetem Břetislavem I., od něhož panství dostalo své jméno. Hrad sloužil jako jedno ze správních středisek knížectví středověké Moravy, které se později stalo jedním z panských sídel. Později přemyslovský hrad i Novou a Starou Břeclav získali Žerotínové, kteří hrad 1. polovině 16. století přestavěli na renesanční zámek. Ladislav Velen ze Žerotína (1579–1638) za svoji účast na stavovském povstání po roce 1618 o břeclavské panství přišel. Roku 1638 jej získali Lichtenštejnové, vlastnící sousedních panství Valtice a Lednice. Za válek s Osmanskou říší a následující třicetileté války byly Stará i Nová Břeclav téměř zničeny. V rámci pozdějších rozsáhlých stavebních a krajinářských úprav lichtenštejnského panství, které daly vzniknout tzv. Lednicko-valtickému areálu, byl břeclavský zámek (který nebyl sídelním) jako součást komplexu v polovině 19. století přestavěn v romantickém stylu na umělou zříceninu.

### 20. století
Po první světové válce uvalilo ministerstvo zemědělství v Praze na břeclavské a lednické panství nucenou správu a správcem jmenovalo Jarolíma Filipa, ředitele Moravské agrární banky v Brně. V čase 2. světové války byl zámek poškozen během bombardováním. Na konci války byl obsazen sovětskou a poté československou armádou. V roce 1945 byl zámek zestátněn, ale od podzimu téhož roku byl zcela opuštěn. V roce 1948 bylo započato s úpravami prostor zámku pro potřeby SNB, ty však byly zastaveny již následujícího roku. V roce 1968 převzal zámek od Pohraniční stráže břeclavský národní výbor.

### Po roce 1989
V majetku města Břeclav zámek zůstal i po roce 1989, kdy zámek nadále chátral a zůstával nevyužitý. V letech 2008–2009 bylo v přízemí interiérů západního a diagonálního křídla započato s odvlhčením zdiva prostřednictvím výkopů a injektáží. Celá pohledová fasáda byla následně opatřena vápenným nátěrem a zabezpečeny otvory chybějících oken. Touto akcí rekonstrukce na deset let ustala.
V roce 2014 byla pro návštěvnický provoz upravena a zpřístupněna hlavní věž za podpory Česko-Slovenského operačního programu. V roce 2017 se do sklepních prostor jižního křídla nastěhovala soukromá vinárna.
První etapa rekonstrukce začala opravou havarijního stavu koruny jižní věže v březnu 2020, která byla hotova na přelomu roku následujícího a stála více než 5,5 milionu korun. Na tuto etapu budou navazovat další plánované opravy jižního křídla, jejíž započetí je závislé na získání dotačních prostředků z různých zdrojů. Budova je v současnosti (2021) v havarijním stavu. Chybí většina okenních a dveřních výplní, v interiérech chybí podlahy a jsou otlučeny omítky, včetně původní hřebínkové výzdoby na klenbách. Je narušena i statika komínových těles a dalších zděných částí. Opravy spojené s celkovou rekonstrukcí jsou předběžně odhadovány na 200 milionů korun.

## Archeologický výzkum
V souvislosti s tímto kontroverzním pokusem o rekonstrukci v roce 2009 byla při výkopu v místnosti jižního křídla nalezena několikametrová vrstva vypálené hlíny. Na podzim roku 2018 byla pak realizována archeologická sonda. Nálezová situace v hloubce cca 4 metrů byla zprvu interpretována jako spáleniště mladohradištního slovanského paláce. Následný archeologický výzkum probíhající od června 2019 do března 2020 na celém půdorysu místnosti potvrdil, že se zde nachází poměrně unikátně zachované slovanské opevnění z počátku 12. století. Hradba sestávala z několika vrstev dřevěných roštů, které byly vždy vyplněné hlínou. Zachycená šíře hradby je 7 metrů, která byla ale určitě širší a výškou dosahovala několika metrů. Po mohutném požáru došlo díky nepřítomnosti vzduchu v tělese hrady k zachování její dřevěné konstrukce ve formě zuhelnatělého dřeva. Na základě nálezů keramiky a především dendrochronologického datování bylo stáří určeno do období po roce 1108. Těsně před ukončením výzkumu, ale čekalo na archeology jedno překvapení. Při odkrývání posledních vrstev spálené hradby byly nalezeny lidské ostatky v nezvyklých jakoby svázaných polohách a byl přes ně položen zkorodovaný dlouhý předmět. Jednalo se o tři jedince, patrně muže, kteří byli záměrně uloženi do základů hradby a předmět byl určen jako meč typu Ulfberht. Šlo nejspíše o tzv. základovou oběť. Celý objev byl oceněn cenou Národního památkového ústavu Patrimonium pro futuro 2020 v rámci nejlepších počinů v oblasti památkové péče v kategorii Objev, nález roku. Archeologický výzkum nadále pokračuje v místnostech jižního a západního křídla.

## Stavební podoba
Významným prvkem zámku je arkádová pavlač na toskánských sloupech v patře. V první polovině 19. století byla provedena romantická přestavba do podoby umělé zříceniny. V areálu zámku se nacházejí pozůstatky donjonu ze 13. století. Průměr této obranné věže byl 16,8 metrů a její zdi byly silné zhruba 5 metrů. V okolí je zámecký park volně navazující na lesní komplex zvaný Kančí obora.